# Frenillo bucal

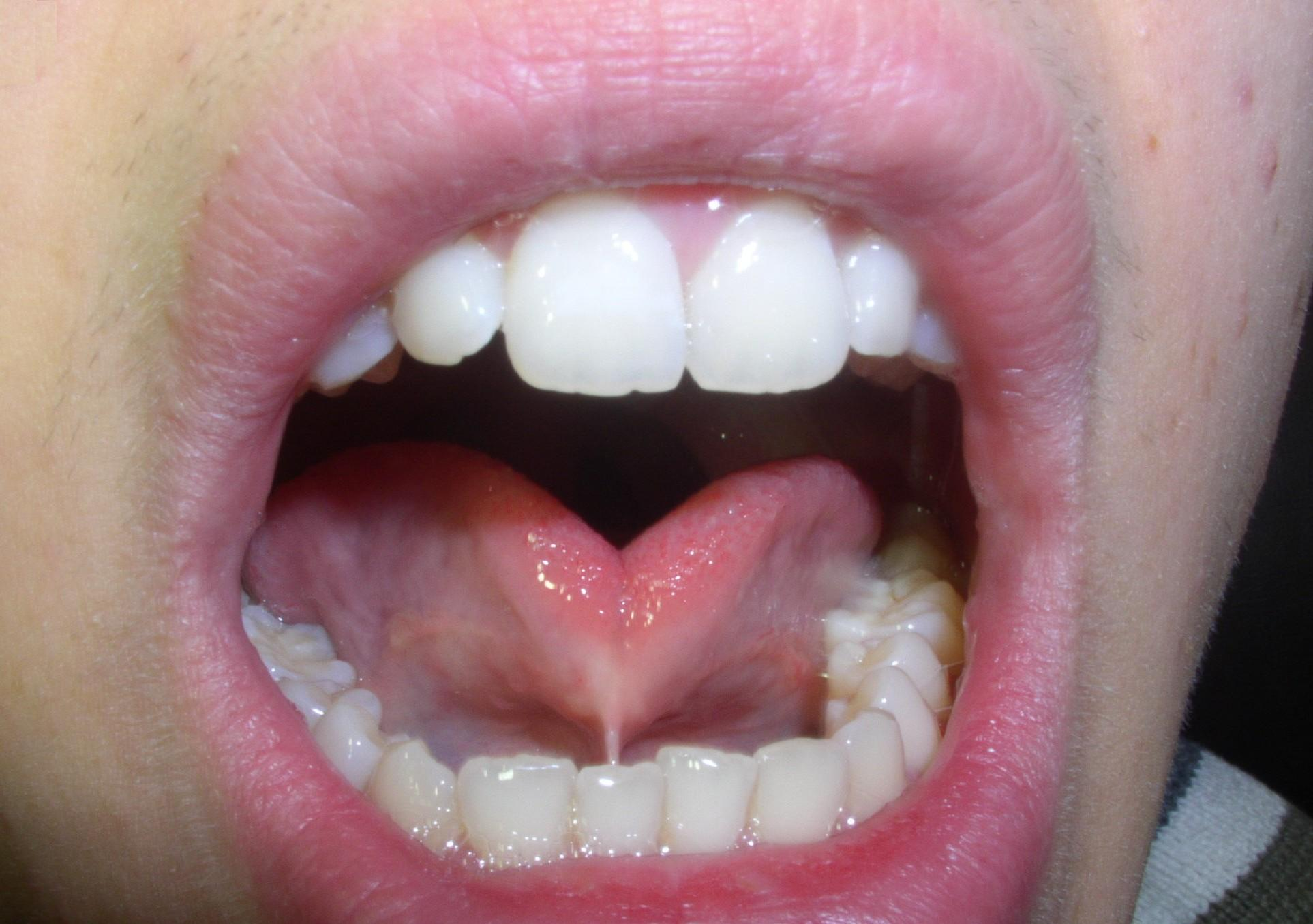
Frenillo lingual

Los frenillos bucales son bandas de tejido conectivo fibroso, muscular o mixto, recubiertas de una membrana mucosa ubicada en la línea media y de origen congénito.
Al igual que cualquier otro frenillo; los frenillos bucales sirven como barrera de los órganos para que no se desplacen de su lugar normal, como es el caso de la lengua, por ejemplo.
Los frenillos bucales son tres: frenillo lingual (frenulum linguae), frenillo labial superior (frenulum labii superioris) y el frenillo labial inferior (frenulum labii inferioris).

## Patologías
Se piensa que los frenillos pueden ser fácilmente rasgados por golpes fuertes en la boca o cara. Lo cierto es que es necesario intervenir quirúrgicamente en el frenillo lingual o labial cuando no son funcionales.
- En el caso del Frenillo lingual,[2] la anquiloglosia, también conocida como la lengua de corbata, es una anomalía genética en el que dicho frenillo tiene alguna de estas características o varias; es demasiado corto, grueso, poco flexible, se encuentra en una posición muy anterior o no permite a la lengua realizar su función de manera apropiada. A veces impide que la punta de la lengua no puede sobresalir más allá de los dientes incisivos inferiores. Otras da lugar a una pequeña hendidura en la punta de la lengua. Otras no es visible pero puede ser la causa de que un bebé no mame correctamente.

- La patología en el Frenillo labial superior es la más frecuente y suele provocar la separación (diastema) de las piezas dentales incisivas centrales superiores. La causa puede deberse a la presencia de un frenillo hipertrófico. La consecuencia de tener  frenillo labial superior de implantación baja, produce principalmente un problema estético de diastema interincisal. En casos extremos, puede generar también dificultad para mover el labio superior o alteraciones de la fonética del paciente produciendo un sonido balbuceante o de silbido por el espacio existente.

- Frenillo labial inferior: Al igual que el Frenillo labial superior, puede presentar una hipertrofia, aunque menos frecuente. A su vez, puede llegar a ocasionar recesión gingival de los incisivos centrales inferiores.